# Eva Collet Reckitt
Eva Collet Reckitt (* 28. Juni 1890 in Westwood, Beverley, East Riding of Yorkshire; † 24. September 1976 im Royal Free Hospital, Hampstead, London) war eine englisch-britische Buchhändlerin und prominentes Mitglied der Communist Party of Great Britain (CPGB). 1933 war sie Gründerin der linken Buchhandlung Collet’s in der Charing Cross Road in London.

## Leben
Reckitt war die Tochter von Arthur Benington Reckitt (1862/3–1927) und seiner Frau Helen Annie, geborene Thomas (1861/2–1931). Sie hatte einen Bruder, den dem anglo-katholischen Schriftsteller und Herausgeber Maurice Benington Reckitt (1888–1980). Der Familie gehörte das Unternehmen Reckitt & Sons Ltd, heute Teil von Reckitt Benckiser.
Anfang des 20. Jahrhunderts zog die Familie nach St Leonards-on-Sea in der Nähe von Hastings, Sussex. Reckitt engagierte sich in sozialistischer und progressiver Politik. Mindestens seit 1911 nahm sie an den Treffen von verschiedenen sozialistischen Gruppierungen aus der Umgebung in der Church Socialist League teil. Reckitt schrieb ihre Wendung zum Sozialismus ihrer Lektüre und ihren kurzen Kriegserfahrungen mit dem Fabrikleben und den Bedingungen in Woolwich als Wohlfahrtsbeauftragte zu. Ihre Mutter war eine frühe Unterstützerin des Daily Herald und eine Bekannte des Labour-Politikers George Lansbury, der ein regelmäßiger Besucher im Haus der Familie war. Ihre politische Zugehörigkeit brachte sie in Konflikt mit ihrem Bruder.
1916 trat Reckitt dem Fabian Research Department als Freiwillige bei. Von 1918 bis 1920 gehörte sie zum Vorstand der zu nder Zeit als Labour Research Department (LRD) firmierenden Organisation und nahm regelmäßig an dessen Sommerschulen teil. Nach einer ihrer Meinung nach unzureichenden Privatausbildung wurde sie 1921 Studentin an der philosophischen Fakultät des University College London und schloss ihr Studium 1924 mit Auszeichnung ab. Danach war sie für kurze Zeit Teilzeitdozentin an der Fakultät. 1926 wurde sie erneut in den Vorstand der LRD gewählt und war von 1932 bis 1938 Herausgeberin der Zeitschrift Labour Research.
Wie andere Mitglieder der LRD trat Reckitt Anfang der 1920er Jahre der Communist Party of Great Britain (CPGB) und blieb dort bis zu ihrem Tod. Zu ihren philanthropischen Bemühungen gehörte die Beteiligung an Plato Films Ltd, einer 1951 gegründeten Einrichtung, die die Linke und insbesondere die kommunistische Bewegung mit Filmen aus dem sozialistischen Teil der Welt versorgen sollte. Ein MI5-Offizier bezeichnete sie als „Milch-Cow“ der Kommunistischen Partei, also eine Quelle regelmäßiger Einnahmen oder Vorteile, und überwachte sie von 1923 bis 1953. In ihrem Nachruf in der Zeitschrift History Workshop, die sie unterstützt hatte, beschrieb Raphael Samuel ihren Sozialismus als „eine lebendige Sache, eine Angelegenheit des Denkens, der Kritik und der Überzeugung“, die auf „persönlichen Loyalitäten beruhte, die durch eine lebenslange Aktivität genährt wurden“.
Auf Wunsch des Generalsekretärs der CPGB, Harry Pollitt, gründete Reckitt 1934 die Buchhandlung Collet’s, mit der ihr Name seither verbunden ist. Sie finanzierte das Unternehmen, zu dessen Vorstand auch der marxistische Wirtschaftswissenschaftler Maurice Dobb gehörte, und war bis 1939 Geschäftsführerin und dann Vorsitzende des Unternehmens. Die Buchhandlung gehörte dem Eva Collet Trust, der 1934 von Reckitt  mit dem Zweck des Imports kommunistischer und radikaler Publikationen gegründet wurde. Die Buchhandlung in der Charing Cross Road 66 existierte bereits als radikale Buchhandlung Henderson’s, die den Spitznamen „der Bombenladen“ trug. Reckitt kaufte sie nach dem Tod des Besitzers F. R. Henderson im Jahr 1934. Im Jahr 1936 erwarb Collet’s die Aktien der Agentur Arcos, die zwischen London und der Sowjetunion handelte. Nach dem Zweiten Weltkrieg expandierte Collet’s durch die Eröffnung von Filialen in Manchester, Glasgow, Moskau, Prag und New York. 1965 zog der Hauptsitz in ein neues Gebäude in Wellingborough, North Northamptonshire
Die Läden wurden zu wichtigen frühen Verkaufsstellen für die Penguin-Taschenbücher von Allen Lane und die Ausgaben des Left Book Club von Victor Gollancz. In den 1960er Jahren leitete Reckitt die Einrichtung des Folk Record Shop in der New Oxford Street, eines Bibliothekslieferdienstes, und des Penguin Bookshop in der Charing Cross Road. 1976 wurde der Collet’s International Bookshop eröffnet. Schon früh wurde eine Verbindung mit dem staatlichen sowjetischen Verlagshaus hergestellt. Die Geschäfte spezialisierten sich auf russische und ab den späten 1940er Jahren auf osteuropäische und chinesische Publikationen. Dennoch führten sie stets ein breites Spektrum an sozialistischer und fortschrittlicher Literatur und verfolgten dabei den für die Volksfrontperiode der 1930er Jahre charakteristischen nicht-sektiererischen Ansatz.
Laut dem Radical Bookshop History Project unterhielt Reckitt eine breit angelegtes Sortiment, zog aber bei „mysteriösen Weltreligionen“ und „falscher Psychologie“ Grenzen. Collet’s ging 1993 in Konkurs und wurde geschlossen, wobei die nahegelegene Russische Mittel- und Osteuropäische Buchhandlung, die Collet’s Bestände aufkaufte bis 1997 offen war.
Reckitt selbst starb 1976 im Royal Free Hospital, Hampstead, London, und wurde in Golders Green Crematorium eingeäschert.